# Simos aus Thessalien
Simos aus Thessalien (altgriechisch Σίμος Símos) war ein bedeutender Vertreter der thessalischen Aristokratenfamilie der Aleuaden. Zwischen etwa 358 und 344 v. Chr. war er der Tyrann in Larisa.
Zu seiner herausgehobenen Stellung kam er als Mittler des Oligarchenstreites in der Stadt, wo er auch Partei für Aristoteles ergriff. Sprichwörtlich wurde seine Grausamkeit nach der Ermordung seines Bruders während innerfamiliärer Streitigkeiten. Im Streit mit den Tyrannen von Pherai rief er und seine Familie mehrfach die Makedonen unter Philipp II. zu Hilfe. Dies führte dazu, dass die Aleuadei und Simos letztendlich ihre Macht an Philipp verloren. 344 v. Chr. wurde er von Philipp vertrieben.
In jungen Jahren war Simos Stammkunde im Bordell der Nikarete und Liebhaber der Neaira. 378 v. Chr. besuchte er mit ihr die Panathenäen in Athen.